# 円福寺 (野田市)
円福寺（えんふくじ）は、千葉県野田市にある真言宗豊山派の寺院。

## 概略と沿革
1586年（天正14年）、番栄によって開山された。かつては隣接する香取神社の別当寺であった。
近くに円福寺が経営する墓園「大利根霊園」がある。寺院の墓地としては比較的大規模で、樹木葬にも対応している。大利根霊園の一角に、関東大震災後に起きた福田村事件の犠牲者の追悼碑がある。
2011年（平成23年）の東日本大震災に際しては、被災地に直行して、無念の死を遂げた犠牲者の供養を行った。

## 交通アクセス
- 首都圏新都市鉄道つくばエクスプレス柏たなか駅より車10分。